# Самора, Рикардо
Рика́рдо Само́ра Марти́нес (исп. Ricardo Zamora Martínez; 21 января 1901[…], Барселона — 8 сентября 1978[…], Барселона) — испанский футбольный вратарь по прозвищу «el Divino» (божественный), тренер нескольких клубов высшей испанской лиги. Сыграл 46 матчей за сборную Испании, выступал за клубы «Эспаньол», «Барселона», «Реал Мадрид», «Ницца». Считается сильнейшим вратарём в истории испанского футбола и одним из сильнейших вратарей мира.

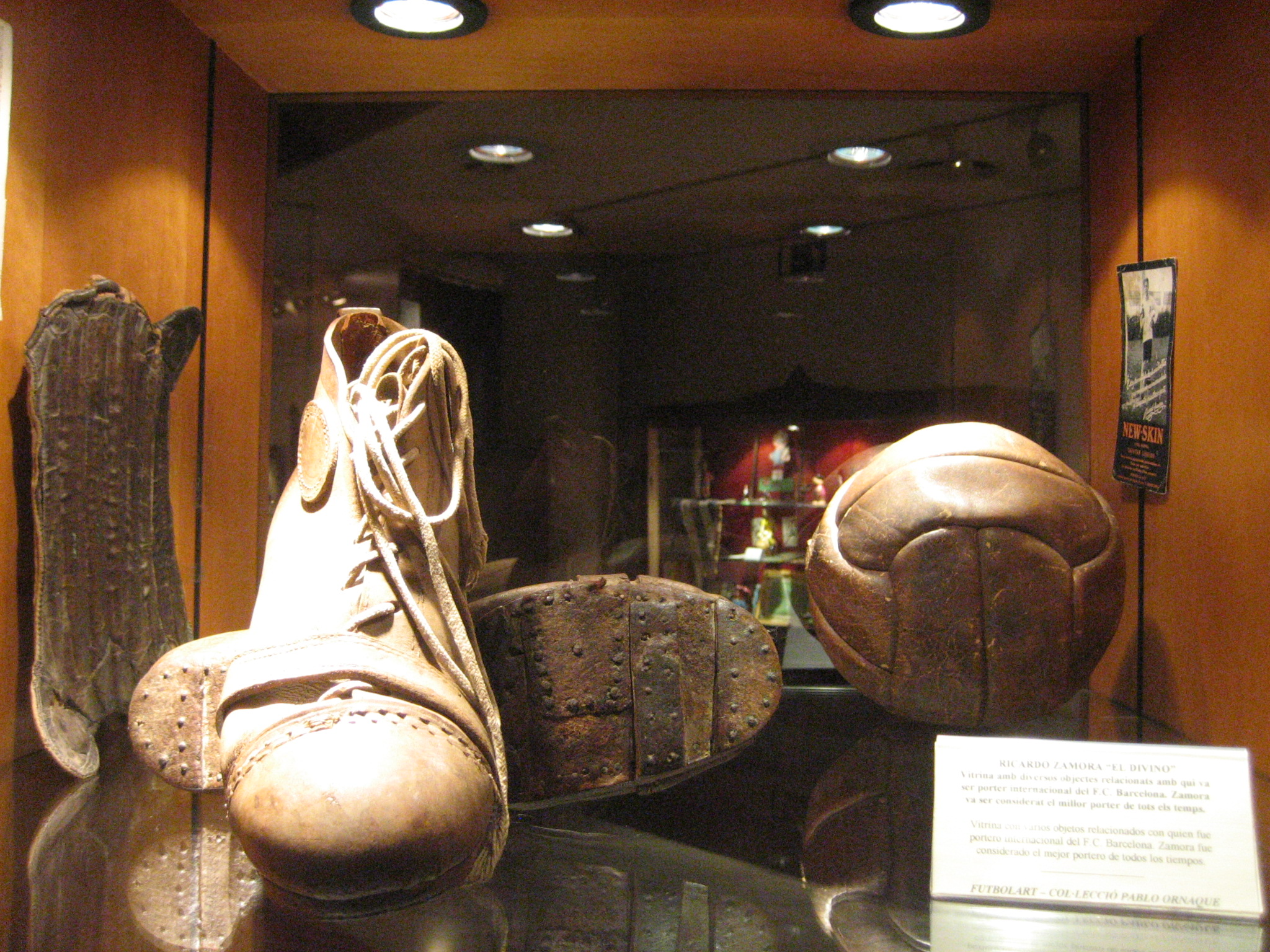
Бутсы Саморы

## Карьера
Свою карьеру Самора начал в 1916 году в команде родного города, в «Эспаньоле», а в 1919 на три года занял место в воротах другого именитого клуба Каталонии — «Барселоны». Дебютировал за сборную Испании на Олимпиаде-1920 28 августа в матче с командой Дании (1:0); Испания завоевала на турнире серебряную медаль. Это был первый матч за всю историю сборной Испании.
Самора дважды выиграл Кубок Испании с «Барселоной» прежде, чем в 1922 году вернуться в «Эспаньол» и выиграть этот трофей с ним в 1929 году. В том же году Самора был в составе испанской сборной, обыгравшей команду Англии со счётом 4:3 — впервые небританская команда нанесла поражение Англии. Самора получил в этом матче тяжёлую травму, но оставался на поле.
В 1929 году Самора перешёл в мадридский «Реал». В сезоне 1931/32 он помог клубу завоевать первый чемпионский титул и отстоять его на следующий год, также с «Реалом» он выиграл два испанских Кубка.
В 1936 году во время гражданской войны Самора переехал во Францию, где и завершил карьеру игрока. Он 38 лет владел рекордом по количеству матчей, проведённых за национальную сборную, пока его не побил Хосе Анхель Ирибар. Самора также тренировал несколько испанских клубов: «Атлетико Мадрид» (победа в чемпионатах Испании 1940 и 1941), «Сельту», «Эспаньол» и «Малагу», а также сборную Испании.
Именем Саморы назван приз для вратарей, пропустивших меньше всех голов в чемпионате Испании за сезон. Самора вошёл в список величайших футболистов XX столетия по версии журнала World Soccer.
Похоронен на Монжуикском кладбище (кат. Cementiri de Montjuïc) в Барселоне.